# Velika (Chorwacja)
Velika – wieś w Chorwacji, w żupanii pożedzko-slawońskiej, w gminie Velika. W 2011 roku liczyła 2117 mieszkańców.